# 알비렉스 니가타
알비렉스 니가타(일본어: アルビレックス新潟 아루비렛크스 니가타[*], Albirex Niigata)는 일본 니가타현 니가타시를 연고로 하는 J리그 축구팀이다. 팀명은 백조자리 베타별을 뜻하는 albireo와 라틴어로 왕을 뜻하는 rex의 조어이다. 백조의 도시 니가타가 축구의 왕이 된다는 뜻을 담고 있다.

## 역사
1955년 니가타 일레븐 SC(新潟イレブンSC)으로 창설된 후 1986년 호쿠신에쓰 리그로 승격, 2002년 월드컵 유치를 계기로 지역 프로팀을 창설하자는 움직임을 보이다가 니가타 축우회(新潟蹴友会)라는 이름의 팀을 발족하고 JFL 승격에 안간힘을 쏟았다. 프로화를 목표로 J리그 승격을 준비, 전국지역축구대회를 거쳐서 1999년 J2리그로 승격하였다. 이후 줄곧 10위권 이내의 순위를 유지하다가 2003년 J2리그에서 우승하여 J1으로 승격하게 된다.
승격 후 줄곧 10위권 밖으로 밀려났으나 2007년 6위, 2009년 8위의 좋은 성적을 기록하였다.

## 성적
- J리그 디비전 2 우승: 2003

## 선수 명단

### 현역
참고: FIFA 자격 규정에 따라 소속된 국가대표팀 국기를 표시합니다. 선수는 복수의 FIFA 비회원국 국적을 가지고 있을 수 있습니다.
| 번호 | 포지션 | 국적 | 이름                                   |
| ---- | ------ | ---- | -------------------------------------- |
| 1    | GK     |      | 오타니 고키                            |
| 7    | FW     |      | 호니                                   |
| 10   | MF     |      | 티아구 갈랴르두 (코리치바 FC에서 임대) |
| 11   | FW     |      | 더글라스 탄키                          |
| 13   | MF     |      | 가토 마사루                            |
| 14   | FW     |      | 다나카 다쓰야                          |
| 15   | MF     |      | 혼마 이사오                            |
| 17   | MF     |      | 이토 유타                              |

| 번호 | 포지션 | 국적 | 이름              |
| ---- | ------ | ---- | ----------------- |
| 25   | DF     |      | 하세가와 다쿠미   |
| 27   | MF     |      | 호리고메 유토     |
| 29   | MF     |      | 모리 슌스케       |
| 30   | MF     | 페루 | 로메로 프랭크     |
| 31   | GK     |      | 이나다 고지       |
| 32   | FW     |      | 카와타 아츠시     |
| 34   | MF     |      | 하라 테루키       |
| 37   | FW     |      | 와타나베 아라타   |
| 39   | FW     |      | 도미야마 다카미쓰 |
| 40   | MF     |      | 오가와 요시즈미   |

## 역대 감독
| 감독            | 임기      |
| --------------- | --------- |
| 오츠카 이치로   | 2005~2006 |
| 요시다 다쓰마   | 2016      |
| 로페스 와그너   | 2017      |
| 마쓰하시 리키조 | 2022~     |

## 같이 보기
- 니가타 알비렉스 베이스볼 클럽